# Алаєва Катерина Анатоліївна
Катерина Анатоліївна Алаєва (нар. 8 квітня, Київ, 1979) — українська артистка балету, прима-балерина Національного академічного театру опери та балету України імені Тараса Шевченка. Заслужена артистка України (2013).

## Життєпис
Народилася у Києві. У 1990—1998 роках навчалася в Пермському державному хореографічному училищі, клас педагога Нинель Данилівни Сильванович. Після завершення навчання була запрошена до балетної трупи Національної опери України імені Т. Г. Шевченка. У 2008 році закінчила Київський національний університет театру, кіно і телебачення ім. Івана Карпенка-Карого (режисура класичного балету), а в 2010 році — магістратуру (організація театральної справи). 
У 2013 році Катерині Алаєвій було присвоєно звання «Заслужений артист України».
Брала участь у Гала-концертах з Володимиром Малаховим, Світланою Захаровою, Уляною Лопаткіною.
Гастролювала в театрах країн Європи: Німеччині, Швейцарії, Іспанії, Португалії, Італії, Андоррі, Греції, Франції, а також на Кіпрі, в Ізраїлі, Японії, Кореї, Мексиці, Аргентині, Лівані, США, Канаді.

## Освіта
- Пермське державне хореографічне училище[ru].
- Київський національний університет театру, кіно і телебачення ім. Карпенка-Карого (режисура класичного балету).
- Київський національний університет театру, кіно і телебачення ім. Карпенка-Карого (організація театральної справи).

## Партії
- Одетта — Оділія («Лебедине озеро» П. Чайковського)[9]

- Принцеса Аврора, Па-де-де Блакитної птахи і принцеси Флоріни, Діамант («Спляча красуня» П. Чайковського)[10]

- Клара («Лускунчик» П. Чайковського)[11]

- Жізель  («Жізель» А. Адана)

- Кармен («Кармен-сюїта» Ж. Бізе — Р. Щедріна)

- Гамзатті («Баядерка» Л. Мінкуса)

- Кітрі («Дон Кіхот» Л. Мінкуса)

- Сильфіда («Сильфіда» Х. Левенсхольда)

- Аннель («Віденський вальс» Й. Штрауса)[12]

- Даніелла («Даніела» М. Чембержі)
- Пахіта (Гранд Па з «Пахіти» Л. Мінкуса)
- Білосніжка («Білосніжка» Б. Павловського)
- Редисочка («Чіполліно» А. Хачатуряна)
- Мальвіна («Буратіно» Ю. Шевченка)
- Прелюд A-dur, Сьомий вальс Cis-moll («Шопеніана» на муз. Ф. Шопена)
- Дівчина («Видіння троянди» на муз. К. М. фон Вебера)
- Герда («Снігова королева» на муз. Е. Гріга, Ж. Массне та ін. композиторів)[13]
- Serenade, Flute («Сюїта в білому» Е. Лало)
- Міртл Вілсон («Великий Гетсбі» на муз. К. Меладзе, Ю. Шепета)[14][15]
- «5 Танго» (на муз. Астора П'яццолла)[16]
- Лебідь («Помираючий лебідь» К. Сен-Санса)
- Па-де-де («Корсар» А. Адана) та інші.

|                                                        | В партии Сильфиды Екатерина Алаева поражает хрупкостью недосягаемого идеала и способностью отрешиться от окружающей действительности. При всей фантастичности, сказочности персонажа балерина несет зрителю особую поэтическую правду, которая, наряду с высокой техникой исполнения, привлекает симпатии зала. |
| — Лариса Тарасенко, http://timeout.ua/text/show/41094/ | |

| | Кантиленністю обертань, поетичністю арабесків проникнута біла «лебедина» пластика Одетти-Алаєвої. І як антипод добра – чорний лебідь зла Оділія. Кожна балерина по-своєму трактує діалектику цих двох образів. Катерина Алаєва бачить її у непримиренному конфлікті та поєднанні чорного і білого боку буття. Її Оділія вражає чарами своєї самозакоханості. І стає зрозуміло, чому вихор, створений стрімкими фуете й піруетами чорного лебедя так причарував Зігфріда... |
| — Валентина Кулик про К. Алаєву в партії Оділії-Одетти., "Валерій Ковтун і його «Лебедине озеро»: до 30-річчя постановки" http://mus.art.co.ua/valerij-kovtun-joho-lebedyne-ozero-30-richchya-postanovky/ | |

## Конкурси, премії та нагороди
- Лауреат V Міжнародного конкурсу артистів балету ім. Сержа Лифаря[17].
- Дипломант X Міжнародного конкурсу артистів балету ім. Ю. Григоровича[18].

## Визнання
За вагомий особистий внесок у розвиток українського театрального мистецтва, значні творчі здобутки, високу професійну майстерність 27 березня 2013 року було присвоєно почесне звання «Заслужений артист України». 